# Kinani
Kinani är ett vattendrag i Burundi.   Det ligger i provinsen Muramvya, i den nordvästra delen av landet, 40 kilometer nordost om huvudstaden Bujumbura.
Omgivningarna runt Kinani är en mosaik av jordbruksmark och naturlig växtlighet. Runt Kinani är det tätbefolkat, med 297 invånare per kvadratkilometer.